# Kleinow (Uckerfelde)
Kleinow ist ein Wohnplatz im Ortsteil Falkenwalde der Gemeinde Uckerfelde des Amtes Gramzow im Landkreis Uckermark in Brandenburg.

## Geographie
Der Ort liegt zwölf Kilometer ostsüdöstlich von Prenzlau. Die Nachbarorte sind Damme im Norden, Eickstedt im Nordosten, Wollin im Osten, Randowhöhe und Lützlow im Südosten, Neu-Kleinow und Falkenwalde im Südwesten, Bietikow im Westen sowie Dreesch und Ausbau Weidendamm im Nordwesten.

## Geschichte
Die erste schriftliche Erwähnung des Ortes stammt aus dem Jahr 1375. Darin wurde er unter dem Namen Kleynow verzeichnet.

## Verkehr
Der Haltepunkt Kleinow (Uckerm) lag an der Kreisbahn Schönermark–Damme.